# Friedrich Wellauer
Friedrich Wellauer (geboren am 16. Mai 1837 in Weingarten TG; gestorben am 14. Dezember 1906 in Muralto) war ein Schweizer Zahnmediziner und Gründungsmitglied der Schweizer Odontologischen Gesellschaft.

## Werdegang
Friedrich Wellauer wurde als Sohn von Johannes und Barbara (geb. Kradolfer) geboren und wuchs in bescheidenen Verhältnissen auf. Zunächst erlernte er den Beruf des Barbiers, ehe er Handwerkschirurg wurde und sich schliesslich zum Zahnarzt weiterbilden liess. Wellauer engagierte sich in einer Gruppe gewerblicher Zahnheilkundler, die sich das Ziel gesetzt hatten, den Zahnarztberuf zu professionalisieren und die rechtliche Gleichstellung mit der Humanmedizin zu erreichen. 1886 gründete Wellauer die Schweizer Odontologische Gesellschaft (heute: Schweizerische Zahnärzte-Gesellschaft SSO). Zwei Jahre später erreichte die Gesellschaft, dass der Bundesrat den Zahnarztberuf zum Medizinalberuf aufwertete. 1867 heiratete er Wilhelmine Bertha Hausammann.

## Werke
Quelle: Deutsche Biographische Enzyklopädie
- Die Zähne des Rindes und deren Substanzen. (1883)
- Pfleget die Zähne! Rat und Belehrung für Jung und Alt. (1887)